# 度尚
度尚（117年—166年），字博平，兖州山阳郡湖陆（今在山东微山县张楼乡程子庙村东昭阳湖中）人，东汉末期政治人物。与张邈、王考、刘儒、胡毋班、秦周、蕃向、王章，八人合称“八厨”，元嘉元年（151年）任上虞长（今浙江余姚县西）时，为孝女曹娥立曹娥碑，碑文有“上虞县令度尚字博平、弟子邯郸淳字子礼撰”题名，蔡邕在碑阴题：“黄绢幼妇、外孙齑臼”八字的謎語，意为“绝妙好辞”。

## 生平
度尚少年丧父，事母至孝，精通《京氏易》、《古文尚书》。因家中贫困，名声不显，乡里没有推举他做官。无奈之下，只好为同郡的宦官侯览管理田地，才得以获得郡上計掾的小职，此后被拜为郎中，除为上虞长。任内为政严峻，善于发掘铲除治下的奸猾非法，被部下称为神明；期間錄用了縣人朱儁。迁任文安令（今河北文安县东北），县内爆发瘟疫，导致粮食涨价百姓发生饥荒，他开仓赈济，营救病者，百姓得以安度危机。冀州刺史朱穆巡察文安时，对他的才能感到很奇异。
延熹五年（162年），长沙郡、零陵郡贼人聚集七八千人，自称“将军”，攻入桂阳、苍梧、南海、交趾等地，交趾刺史和苍梧太守望风逃奔，朝廷派御史中丞盛修募兵讨伐，不能克敌，而且募兵中的六百多豫章郡艾县人，因得不到兵饷赏赐，发生兵变，焚烧了长沙郡县，攻占益阳（今湖南益阳县东），杀死县令。朝廷再次派遣谒者马睦，监督荆州刺史刘度征讨，官军再度失利，马睦、刘度兵败逃回。汉桓帝下诏让公卿推举官员以代替刘度，尚书朱穆推举了右校令度尚。
度尚担任荆州刺史后，与部下同甘共苦，广募南方的蛮夷兵，讲明当兵的粮饷和战功的赏赐，然后进击叛军，大破之，降者数万人。桂阳宿贼渠帅卜阳、潘鸿等畏惧度尚威烈，逃入山谷。度尚穷追数百里，一直打到南海县，破其三屯，多获珍宝。度尚欲继续剿灭卜阳、潘鸿等人，但士兵在战争中得到的缴获很多，已经没有兴趣继续战斗。度尚思量暂缓之则士兵不战，逼之士兵又必定逃亡，于是宣称卜阳、潘鸿等人作贼十年，习于攻守，今官军势弱，须等待诸郡所发的援军一起到达后，你们再并力攻打。允许军中官兵出去射鸟打猎。兵士喜悦，纷纷外出。度尚秘密派亲密手下焚烧军营，将士兵们缴获的财物全部烧毁，打猎回来的兵士们不禁泪留满面。度尚一个个安慰，假装很是内疚，自责不已。又激励士兵说：“卜阳等人的财宝足够你们几代富裕，诸卿再接再励，烧掉的只是少少，何足介意！”士兵们被他激起战意，度尚马上下令整军备战，次日一大早直接奔赴贼营，乘着士气旺盛，卜阳、潘鸿等人又没有防备，遂大破平之。
度尚担任荆州刺史三年，将境内叛乱全部平定，延熹七年（164年），被封为右乡侯，转任辽东太守。
度尚走后，荆州兵朱盖等人，不满朝廷兵役时间太久，又不发粮饷，再次发动兵乱，与桂阳贼胡兰等三千余人复攻桂阳，焚烧郡县，桂阳太守任胤弃城而走，乱军发展到数万人，转攻零陵郡，太守陈球固守抵抗。汉朝廷再次拜度尚为中郎将，率幽州、冀州、黎阳、乌桓步骑二万六千人前往救援陈球，长沙太守抗徐等发诸郡兵，共同讨击，大破之，斩胡兰等首级三千五百颗，余贼退走苍梧。桓帝诏赐度尚钱百万，再次任命他为荆州刺史。
度尚见胡兰馀党南走苍梧，害怕他们又返回作乱，破坏自己平定荆州的功劳，于是上书宣称他们是苍梧郡的贼人，入侵荆州境内。将责任推给交趾刺史张磐，汉朝廷于是将张磐征下廷尉审理，刚好大赦可以出狱。张磐受此冤枉，不肯出狱，坚持要和度尚对质理论，度尚理屈辞穷，最后认罪，以先前的功勋抵罪。延熹九年（166年）去世，年五十。
宋赵明诚《金石录》有《汉故荆州刺史度侯之碑》收录，碑云度氏其先出自颛顼，与楚国同姓，熊〇之后。按《元和姓纂》度姓，但云古掌度之官，因以命氏。不言其与楚同姓。赵明诚认为度尚盖未尝为桂阳太守，而曰卒于辽东者，皆史之误也。

## 延伸阅读
[在维基数据编辑]
 在维基文库阅读此作者作品
 《後漢書·卷38》，出自范晔《後漢書》